# Hobart (Washington)
Hobart ist ein Census-designated place (CDP) im King County im US-Bundesstaat Washington. Die Einwohnerzahl betrug zum United States Census 2020 6767 Personen.

## Geographie
Hobart liegt auf 47°24'56" N / 122°0'21" W. Nach dem United States Census Bureau nimmt der CDP eine Gesamtfläche von 48,6 km² ein, wovon 48,3 km² auf Land- und der Rest auf Wasserflächen entfallen.
Der Ort Hobart wurde in Erinnerung an Garret Augustus Hobart (3. Juni 1844 – 21. November 1899), den 24. Vize-Präsidenten der Vereinigten Staaten, benannt.

### Klima
In der Region herrschen warme (aber keine heißen) Sommer, deren monatliche Durchschnittstemperaturen 22 °C nicht übersteigen. Nach der Klimaklassifikation von Köppen & Geiger liegt Hobart Bereich des sommerwarmen Mittelmeerklimas (abgekürzt „Csb“).

## Demographie
Nach der Volkszählung von 2000 gab es in Hobart 6.251 Einwohner, 2.200 Haushalte und 1.766 Familien. Die Bevölkerungsdichte betrug 129,3 pro km². Es gab 2.263 Wohneinheiten bei einer mittleren Dichte von 46,8 pro km².
Die Bevölkerung bestand zu 95,1 % aus Weißen, zu 0,82 % aus Afroamerikanern, zu 0,67 % aus Indianern, zu 0,91 % aus Asiaten, zu 0,13 % aus Pazifik-Insulanern, zu 0,4 % aus anderen „Rassen“ und zu 1,97 % aus zwei oder mehr „Rassen“. Hispanics oder Latinos „jeglicher Rasse“ bildeten 1,62 % der Bevölkerung.
Von den 2200 Haushalten beherbergten 37,5 % Kinder unter 18 Jahren, 71,3 % wurden von zusammen lebenden verheirateten Paaren, 4,9 % von alleinerziehenden Müttern geführt; 19,7 % waren Nicht-Familien. 14,7 % der Haushalte waren Singles und 4,4 % waren alleinstehende über 65-jährige Personen. Die durchschnittliche Haushaltsgröße betrug 2,84 und die durchschnittliche Familiengröße 3,15 Personen.
Der Median des Alters in der Stadt betrug 40 Jahre. 27,2 % der Einwohner waren unter 18, 6,2 % zwischen 18 und 24, 28,1 % zwischen 25 und 44, 30,4 % zwischen 45 und 64 und 8,1 65 Jahre oder älter. Auf 100 Frauen kamen 105,3 Männer, bei den über 18-Jährigen waren es 105,6 Männer auf 100 Frauen.
Alle Angaben zum mittleren Einkommen beziehen sich auf den Median. Das mittlere Haushaltseinkommen betrug 75.334 US$, in den Familien waren es 80.127 US$. Männer hatten ein mittleres Einkommen von 53.942 US$ gegenüber 40.433 US$ bei Frauen. Das Pro-Kopf-Einkommen betrug 32.067 US$. Etwa 1,4 % der Familien und 2,3 % der Gesamtbevölkerung lebte unterhalb der Armutsgrenze; das betraf 0,8 % der unter 18-Jährigen und 4,9 % der über 65-Jährigen.

### Umliegende Städte und Gemeinden
| Issaquah     |                                             | Preston |
| Renton       | Kompassrose, die auf Nachbargemeinden zeigt |         |
| Maple Valley | Ravensdale                                  |         |